# Visag, Timiș
Visag este un sat în comuna Victor Vlad Delamarina din județul Timiș, Banat, România. Aparține de comuna Victor Vlad Delamarina și are o populație de 448 locuitori (2002).

## Localizare
Se situează în sud-estul județului Timiș, la limita cu județul Caraș-Severin, la circa 16 km sud sud-vest de municipiul Lugoj. Este relativ izolat de restul județului, în zona colinară Dealurile Sacoșului. 

## Istorie

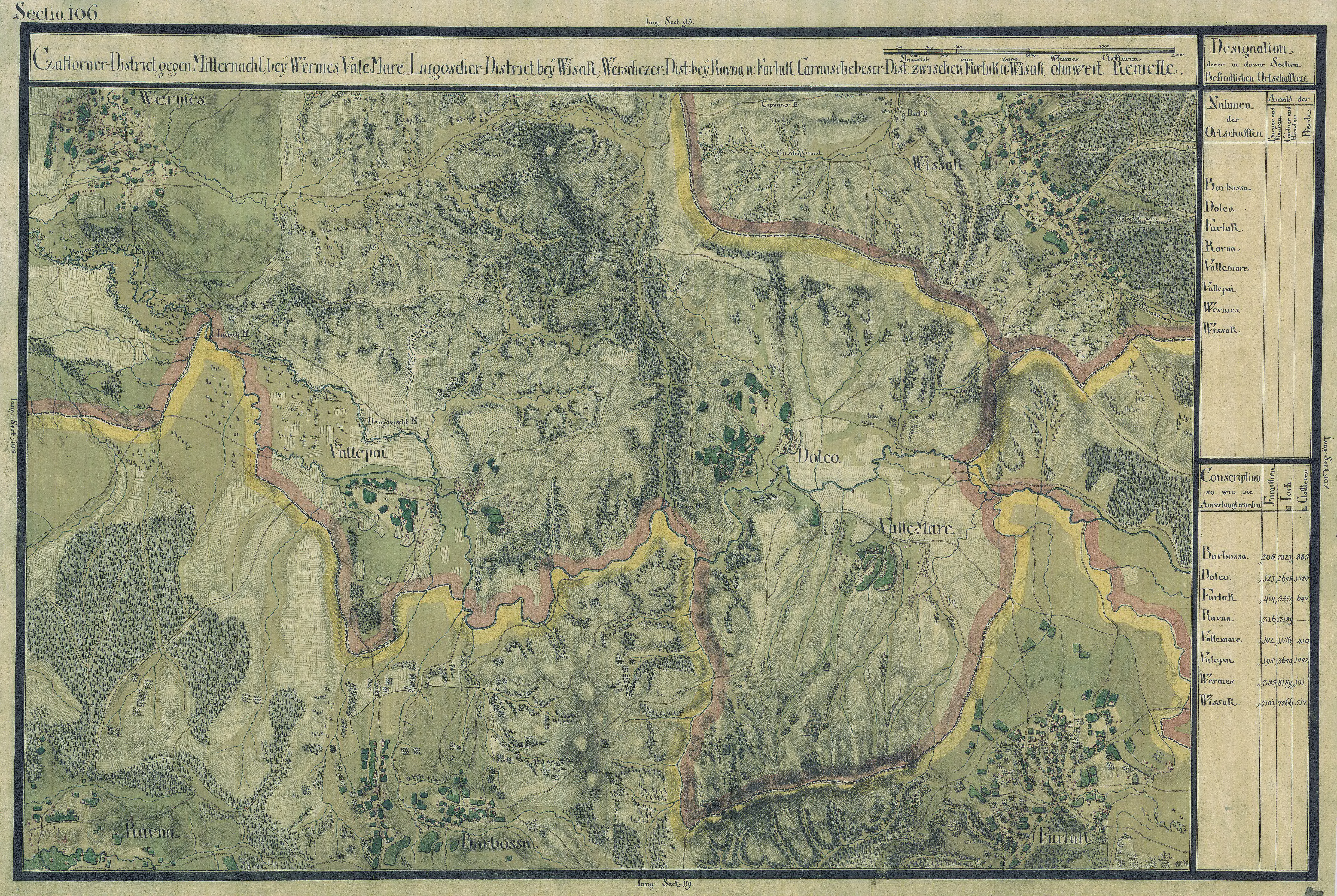
Visag în Harta Iosefină a Banatului, 1769-72

Pe teritoriul satului a fost descoperită o unealtă de piatră cioplită din paleoliticul superior (circa 30.000 î.Hr), posibil cea mai veche urmă de locuire în județul Timiș.
Prima mențiune documentară despre satul Visag, datează din anul 1369. Este vorba despre o descriere a hotarelor comunei, în care se vorbește despre rivulus Vizak. După această atestare, trece o perioadă lungă de timp fără să mai fie amintit. Firul istoric se reia în perioada otomană, pentru că este amintit din nou în 1578, într-o comunicare a sultanului Murad către voevodul Chritoph Bathory, căruia îi reclamă un omor și un jaf comis de un locuitor al Visagului. De-a lungul stăpânirii otomane a Banatului, satul a continuat să fie locuit. În 1650 era proprietate erarială.
Conscripția generală a Banatului, realizată de habsburgi în 1717 - anul cuceririi Banatului de sub turci - arată că Visagul era locuit, avea 54 de case și aparținea districtului Caransebeș. Biserica ortodoxă a fost construită în 1756. În 1810 a fost donată lui Vasile Milankovitz, zis Patyanszky. Numit nobil, el a lăsat moștenire proprietatea urmașilor săi. Visagul a aparținut peste o sută de ani acestei familii nobiliare.
Ca în multe alte localități din Banat, s-a încercat și aici colonizarea cu populații germane și maghiare. Colonizarea însă a avut efecte minore iar populația a rămas preponderent românească.